# University of Michigan
Die University of Michigan (auch Michigan, U of M, UMich oder U-M genannt) ist eine der renommiertesten Universitäten der Welt und die älteste Hochschule des US-Bundesstaates Michigan. Sie wurde 1817 in Detroit gegründet und zog 1841 nach Ann Arbor um. Ann Arbor ist heute der wichtigste Standort des University of Michigan System, welches sich auf zwei weitere Standorte in Dearborn und Flint erstreckt. Insgesamt sind rund 60.000 Studenten innerhalb des University-of-Michigan-Systems eingeschrieben.

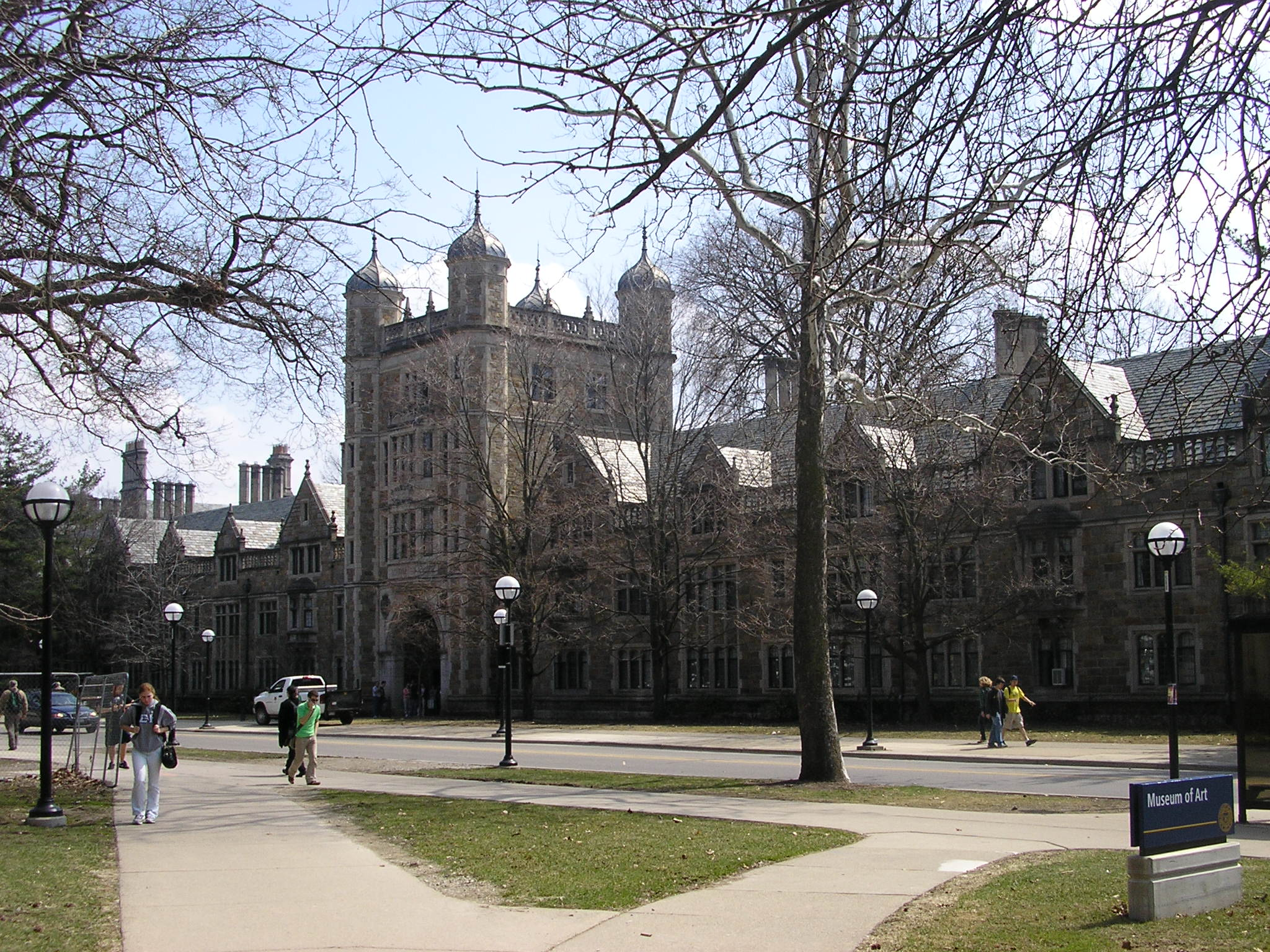
Hauptkomplex der Michigan Law School: der Law Quad

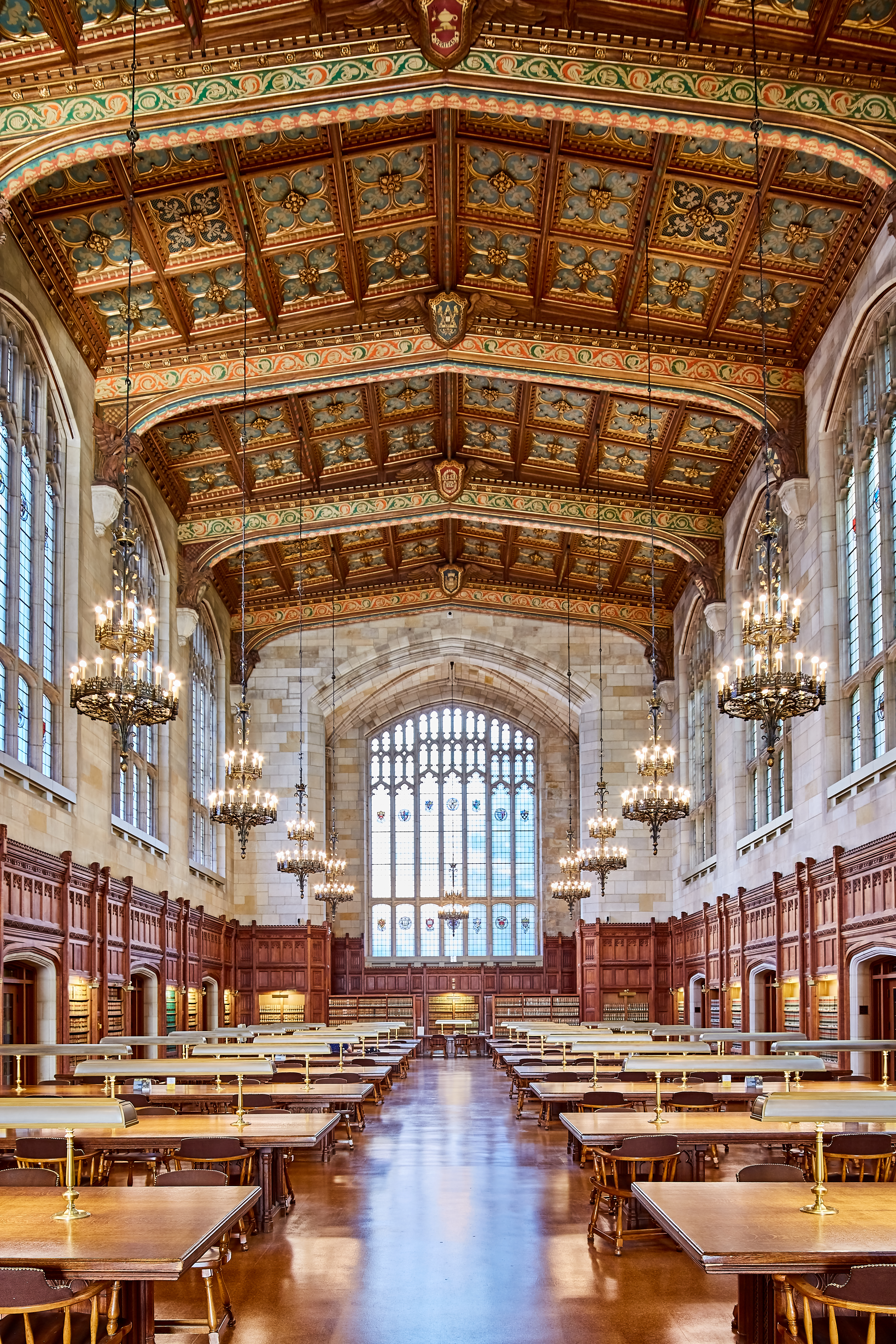
Lesesaal der Michigan Law School

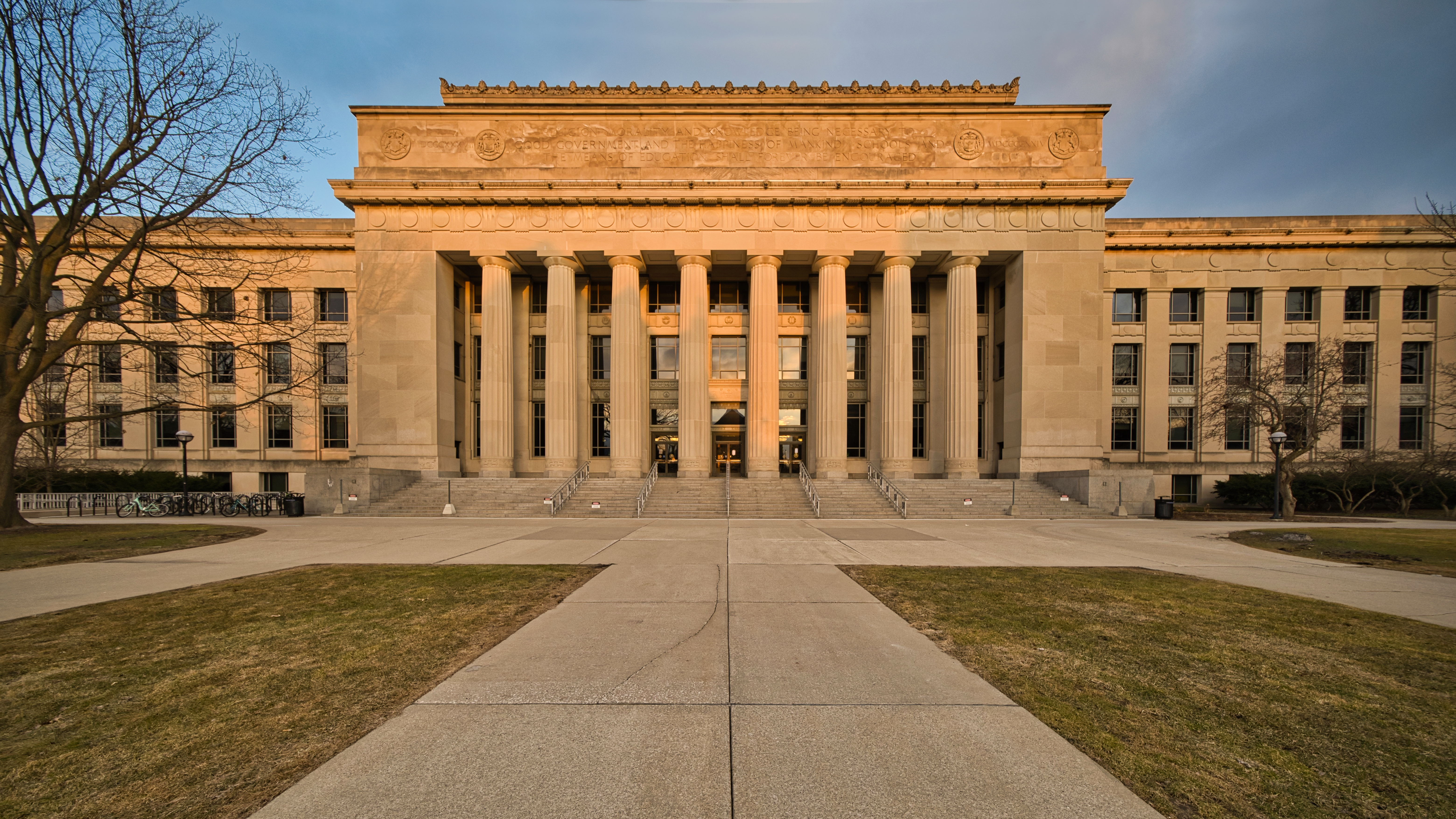
Zentralcampus: Angell Hall, eines der wichtigsten Gebäude des College of Literature, Science and the Arts

## Studenten
Die Universität hatte 2012 insgesamt 27.979 Studenten mit Studienziel Bachelor (undergraduates) und 15.447 Studenten mit Studienzielen jenseits des Bachelors (graduate students) in 600 Studiengängen. Jedes Jahr treten etwa 6.250 neue Studenten ihr Studium an. Die Studenten kommen aus allen 50 US-Bundesstaaten und mehr als 100 Ländern. In einem typischen Jahr haben achtundneunzig Prozent der Bewerber einen High-School-Notendurchschnitt von besser als 3,0/4,0 GPA. Fast ein Viertel der neuen Studenten im Jahr 2002 hatten sogar einen perfekten Notendurchschnitt von 4,0. Etwa 23 % der neu eingeschriebenen Studenten gehören ethnischen Minderheiten an.
Ungefähr 65 % der undergraduates sind am College of Literature, Science, and the Arts (LS&A) eingeschrieben, während die engineering school etwa 20 % auf sich vereint. Weniger als 3 % sind in der Ross School of Business eingeschrieben, die im Jahre 2004 nach dem Milliardär Stephen R. Ross benannt wurde, welcher der business school, seiner Alma Mater, 100 Millionen Dollar vermachte. Der Rest der undergraduates studiert an kleineren Fakultäten. Die meisten graduate students sind an der Rackham Graduate School, der University of Michigan Law School, der Ross School of Business und der Medical School eingeschrieben. Die Medical School ist Teil eines der größten Gesundheitskomplexe der Welt, des University of Michigan Health System. Andere graduate study programs werden am Taubman College of Architecture and Urban Planning, an der School of Public Health, an der School of Social Work und an der School of Education angeboten. In einem aktuellen Ranking wurden mehr als 70 % der 200 Programme, die an der University of Michigan angeboten werden, unter die jeweiligen zehn Besten der Vereinigten Staaten aufgenommen.
Die Studiengebühren beliefen sich im akademischen Jahr 2013–2014 für internationale Studenten und solche amerikanischen Studenten, die ursprünglich nicht aus dem US-Bundesstaat Michigan stammen, auf jeweils über 40.500 US-Dollar (out-of-state tuition). Für Studenten aus Michigan lagen die Studiengebühren im Schnitt bei 13.800 US-Dollar.
Die University of Michigan war bereits in den 1960er Jahren ein wichtiger Schauplatz des amerikanischen Studentenaktivismus. Bei einem Besuch der Universität am 14. Oktober 1960 hielt der damalige Präsidentschaftskandidat John F. Kennedy eine legendäre Stegreifrede vor der Michigan Union, die den Beginn des Studentenaktivismus an der University of Michigan markierte und als Bewegung in der Folge auch andere amerikanische Universitäten erfasste.

## Professoren
An der University of Michigan lehren und forschen etwas mehr als 6.200 Festangestellte (Faculty), 73 davon sind Mitglieder der renommierten National Academy. Seit ihrem Gründungsjahr 1817 hat die Universität viele Nobelpreisträger hervorgebracht, darunter Thomas Huckle Weller (1954), Marshall W. Nirenberg (1968), Samuel C. C. Ting (1976), Jerome Karle (1985), Stanley Cohen (1986), Richard E. Smalley (1996), David Politzer (2004) und Robert J. Shiller (2013).

## Institute
Die akademischen Einheiten der University of Michigan sind wie folgt gegliedert (in Klammern das Gründungsjahr):
- College of Literature, Science, and the Arts (1841)
- School of Medicine (1850)
- College of Engineering (1854)
- School of Law (1859)
- School of Dentistry (1875)
- School of Pharmacy (1876)
- School of Music, Theatre & Dance (1880)
- School of Nursing (1893)
- A. Alfred Taubman College of Architecture & Urban Planning (1906)
- Horace H. Rackham School of Graduate Studies (1912)
- Gerald R. Ford School of Public Policy (1914)
- School of Education (1921)
- Stephen M. Ross School of Business (1924)
- School of Natural Resources & Environment (1927)
- School of Public Health (1941)
- School of Social Work (1951)
- School of Information (1969)
- School of Art & Design (1974)
- School of Kinesiology (1984)

Das Forschungsinstitut Center for Ultrafast Optical Science (CUOS) befasst sich mit der Forschung und Entwicklung von Femtolasern. Das aktuelle Forschungsprojekt trägt den Namen Hercules. Das Institut wurde im Jahre 1990 gegründet und bis 2001 von der National Science Foundation (NSF) unterstützt.

## Bibliothek
Die University of Michigan besitzt mit einem Bestand von über 13 Millionen Titeln (Stand 2012) eines der größten Bibliothekssysteme der Vereinigten Staaten.
Sie war 2004 eine der ersten Universitätsbibliotheken, die mit Google Books eine Kooperation zum Digitalisieren ihrer Buchbestände einging. Im Zuge dieser Kooperation wurden bereits eine Million Werke digitalisiert (Stand Oktober 2011).

## Renommee
Die University of Michigan ist eine der acht ersten US-Universitäten der sogenannten Public Ivy (in Anlehnung an die Spitzenuniversitäten der Sportliga Ivy League) und Gründungsmitglied der Association of American Universities, einem seit dem Jahr 1900 bestehenden Verbund führender forschungsintensiver nordamerikanischer Universitäten. Zudem unterhält die University of Michigan eines der größten Alumni-Netzwerke der Welt mit mehr als 540.000 Mitgliedern im Jahr 2015. Mit einem Stiftungsvermögen von 9,081 Mrd. US-Dollar gehört die University of Michigan zu den Top 10 der wohlhabendsten Hochschulen in den Vereinigten Staaten und nimmt im Ranking der öffentlichen Hochschulen damit einen Spitzenplatz ein (Stand 2013). Die Ausgaben der Universität für Forschung beliefen sich im akademischen Jahr 2009/10 auf 1,14 Milliarden US-Dollar und zählen damit zu den höchsten Etats innerhalb aller amerikanischer Hochschulen.
Auf den Ranglisten des einflussreichen QS World University Rankings und des U.S. News & World Report liegt die University of Michigan im akademischen Jahr 2011/2012 auf Platz 14, auf der Rangliste der britischen Times of Higher Education im selben Zeitraum auf Platz 18 der besten Universitäten der Welt. Das Ranking der Washington Monthly sieht sie unter den zehn besten, das der Arizona State University unter den sieben besten US-Universitäten für das Jahr 2011. In den „Reputation Rankings“ der Times belegt die University of Michigan im Jahr 2012 weltweit Platz 12 – und gilt damit als renommierter als die meisten Hochschulen der Ivy League wie etwa die University of Pennsylvania oder Columbia und Cornell. Als direkter Konkurrent der University of Michigan um den Spitzenplatz als beste öffentliche Hochschule der Vereinigten Staaten gilt traditionell die University of California, Berkeley.
Auch in der Doktorandenausbildung genießt die University of Michigan laut U.S. News & World Report 2015 – besonders in geistes- und sozialwissenschaftlichen Bereichen wie Anthropologie, Geschichte, Politikwissenschaft, Psychologie oder Soziologie – den Ruf als amerikanische Spitzenuniversität. So bewertet der Philosophical Gourmet Report (2014–2015) die University of Michigan im Fach Philosophie als eine der vier besten Universitäten in den USA und als eine der fünf besten in der englischsprachigen Welt. Speziell in den Bereichen Ethik und Metaethik gilt sie, nicht zuletzt durch das hohe Ansehen der dort tätigen Philosophen Allan Gibbard (vgl. Gibbard-Satterthwaite-Theorem) und Peter Railton, als eine der weltbesten Universitäten (Stand: 2014–2015).

## Vermögen
Mitte 2019 lag der Wert des Stiftungsvermögens der University of Michigan bei 12,449 Milliarden US-Dollar, 2020 bei 12,477 Milliarden US-Dollar. Im folgenden Jahr bis Mitte 2021 stieg er um 32,4 % auf 17,023 Milliarden US-Dollar. Damit stand die University of Michigan auf Platz 10 der vermögendsten Universitäten.

## Sport
Die Sportmannschaften der University of Michigan, die Michigan Wolverines, sind insbesondere im College Football äußerst erfolgreich in der NCAA Division I Football Bowl Subdivision und haben schon im Jahre 1902 das erste Rose-Bowl-Spiel gewonnen. Zuletzt waren die Wolverines im Jahr 1997 US-amerikanischer Meister. Die Mannschaft spielt im Michigan Stadium, dem größten Universitäts-Stadion der Welt, das trotz einer Kapazität von offiziell 107.501 Plätzen regelmäßig mit über 110.000 Zuschauern gefüllt ist. Einen Rekord für die größte Zuschauermenge in den USA setzte das Michigan-Stadium am 3. August 2014, als 109.318 Zuschauer das Testspiel zwischen den beiden Fußballclubs Manchester United und Real Madrid besuchten, der damit die alte Bestmarke von 1984 im Rose Bowl von Pasadena (101.799 Zuschauer) überschritt. Am 8. September 2013 wurde diese Bestmarke getoppt mit 115.109 Zuschauern beim Spiel der Michigan Wolverines gegen Notre Dame.
Die anderen Sportteams der Athletikabteilung sind mit Ausnahme des Wasserball-Teams der Damen der Big Ten Conference angeschlossen. Im Basketball wurden die Herren 1989 nationaler Meister mit dem Gewinn der NCAA Division I Basketball Championship und erreichten bislang (Stand: 2019) achtmal das Final-Four-Halbfinale.
Bekannte Sportler
- John Anderson (* 1956), American-Football-Spieler
- Elizabeth Armstrong (* 1983), Wasserballspielerin
- Tom Brady (* 1977), American-Football-Spieler
- Chris Brown (* 1991), Eishockeyspieler
- Dave Brown (1953–2006), American-Football-Spieler und -Trainer
- Dan Dierdorf (* 1949), American-Football-Spieler
- Braylon Edwards (* 1983), American-Football-Spieler
- Len Ford (1926–1972), American-Football-Spieler
- Benny Friedman (1905–1982), American-Football-Spieler und -Trainer
- Jim Harbaugh (* 1963), American-Football-Spieler und -Trainer
- Chad Henne (* 1985), American-Football-Spieler
- Jack Johnson (* 1987), Eishockeyspieler
- Tom Mack (* 1943), American-Football-Spieler
- Mario Manningham (* 1986), American-Football-Spieler
- Michael Phelps (* 1985), Schwimmer
- David Shand (* 1956), Eishockeyspieler und -trainer
- Nik Stauskas (* 1993), kanadischer Basketballspieler (ohne Abschluss)
- Marty Turco (* 1975), Eishockeyspieler
- Franz Wagner (* 2001), Basketballspieler (ohne Abschluss)
- Moritz Wagner (* 1997), Basketballspieler (ohne Abschluss)
- Gabe Watson, American-Football-Spieler
- Chris Webber (* 1973), Basketballspieler
- Al Wistert (1920–2016), American-Football-Spieler
- Charles Woodson (* 1976), American-Football-Spieler

## Bekannte Absolventen und Alumni
- Max Affolter (1923–1991), Schweizer Jurist und Politiker
- Claudia Alexander (1959–2015), Physikerin, Promotion 1993
- Justin Amash (* 1980), Politiker
- Natalie Angier (* 1958), Wissenschaftsjournalistin
- Bill Ayers (* 1944), Pädagoge
- David Baas (* 1981), American-Football-Spieler
- Sandra Bem (1944–2014), Psychologin & Feministin, Promotion 1968
- Gwenda Blair (* 1943), Journalistin, Sachbuchautorin
- Lucy Liu (* 1968), Schauspielerin
- Selma Blair (* 1972), Schauspielerin
- Jason Botterill (* 1976), Eishockeyspieler und -funktionär
- Tom Brady (* 1977), Football-Spieler
- Marjorie Lee Browne (1914–1979), Mathematikerin, Hochschullehrerin, Promotion 1949
- Alfred Burt (1920–1954), Musiker
- David Burtka (* 1975), Schauspieler
- Louie Caporusso (* 1989), Eishockeyspieler
- Judy Chan (* 1978), Unternehmerin
- Mike Comrie (* 1980), Eishockeyspieler
- Andrew Copp (* 1994), Eishockeyspieler
- Ann Coulter (* 1961), Konservative Aktivistin
- Darren Criss (* 1987), Sänger und Schauspieler
- Clarence Darrow (1857–1938), Rechtsanwalt
- Joe Dassin (1938–1980), Chanson-Sänger
- Donald F. Durnbaugh (1927–2005), Kirchenhistoriker
- Gerald Ford (1913–2006), 38. Präsident der USA
- Dick Gephardt (* 1941), Politiker
- Albert E. Glock (1925–1992), Theologe und Begründer einer palästinensischen Archäologie
- Eugen Gmeiner (1927–1977), Organist
- David Alan Grier (* 1955), Schauspieler und Comedian
- Ali Haji-Sheikh (* 1961), Footballspieler
- Jim Harbaugh (* 1963), American-Football-Spieler und -Trainer
- Tom Hayden (1939–2016), Friedensaktivist
- H. H. Holmes (1861–1896), Serienmörder
- Matina Horner (* 1939), Psychologin und Hochschullehrerin; 6. Präsidentin des Radcliffe College
- Shu Ting Hsia (1903–1980), Mathematikerin
- Matt Hunwick (* 1985), Eishockeyspieler
- Zach Hyman (* 1992), Eishockeyspieler
- Kristjan Järvi (* 1972), Dirigent
- Clarence Johnson (1910–1990), Flugzeugkonstrukteur
- James Earl Jones (1931–2024), Schauspieler
- Lawrence Kasdan (* 1949), Regisseur, Drehbuchautor und Schauspieler
- Jack Kevorkian (1928–2011), Pathologe
- Ralph E. Kleinman (1929–1998), Mathematiker
- Elizabeth Kostova (* 1964), Schriftstellerin
- Rensis Likert (1903–1981), Sozialforscher
- Richard Loeb (1905–1936), Mörder
- Hazel Marie Losh (1898–1978), Astronomin und Hochschullehrerin
- John Madden (* 1973), kanadischer Eishockeyspieler
- Madonna (* 1958), Sängerin (ohne Abschluss)
- Brad Meltzer (* 1970), Schriftsteller und Comicautor
- Arthur Miller (1915–2005), Schriftsteller
- Nicholas Milton (* 1967), Geiger und Dirigent
- Martha Minow (* 1954), Rechtswissenschaftlerin und Autorin
- Al Montoya (* 1985), Eishockeytorwart
- Bernie Moreno (* 1967), Politiker
- Charles Willard Moore (1925–1993), Architekt
- Randy Napoleon (* 1977), Jazzgitarrist
- Jessye Norman (1945–2019), Sopranistin
- Susan Orlean (* 1955), Journalistin und Autorin
- Elizabeth Otto (* 1970), Kunsthistorikerin
- Max Pacioretty (* 1988), Eishockeyspieler
- Larry Page (* 1973), Informatiker und Unternehmer
- Joseph Pehrson (1950–2020), Komponist und Pianist
- Marge Piercy (* 1936), Schriftstellerin und Feministin
- Alvin Plantinga (* 1932), Religionsphilosoph
- Iggy Pop (* 1947), Rockmusiker (ohne Abschluss)
- Helen Dodson Prince (1905–2002), Astronomin und Hochschullehrerin
- Susan Miller Rambo (1883–1977), Mathematikerin und Hochschullehrerin
- Elwood Reid (* 1966), Fernsehproduzent und Drehbuchautor
- Ralph L. Roys (1879–1965), Anthropologe, Mayahistoriker
- Claude Elwood Shannon (1916–2001), Mathematiker und Elektroingenieur
- Heidi Shierholz (* 1971), Wirtschaftswissenschaftlerin, Promotion 2005
- Stephen Smale (* 1930), Mathematiker
- Betty Smith (1896–1972), Schriftstellerin
- Anne Stevenson (1933–2020), Autorin
- Tom Stincic (1946–2021), Football-Spieler
- Chris Tamer (* 1970), Eishockeyspieler
- Marty Turco (* 1975), kanadischer Eishockeytorwart
- Travis Turnbull (* 1986), Eishockeyspieler
- Peter Van den Bossche (* 1959), belgischer Hochschullehrer und Mitglied am WTO Appellate Body
- Joe Walker (* 1987), Schauspieler und Musicaldarsteller
- Mike Wallace (1918–2012), Journalist, Nachrichtensprecher und Korrespondent
- Raoul Wallenberg (1912–1952), schwedischer Diplomat
- Charles Woodson (* 1976), Football-Spieler
- Irma Wyman (1928–2015), Computeringenieurin
- Benj Pasek (* 1985) und Justin Paul (* 1985), Musical- und Filmkomponistenduo
- Werner Zdouc, österreichischer Jurist, Hochschullehrer und WTO Funktionär
- Lilia R. Bautista (* 1935), philippinische Juristin und Mitglied des WTO Appellate Body.

## Partneruniversitäten
Da Ann Arbor US-Partnerstadt von Tübingen ist, unterhält die University of Michigan eine Partnerschaft mit der Eberhard Karls Universität Tübingen. 1824 waren schwäbische Einwanderer an der Gründung von Ann Arbor beteiligt. Die schwäbischen Wurzeln waren ein Grund für die Partnerschaft mit Tübingen, die am 17. November 1965 geschlossen wurde. Beteiligt daran waren auch das Deutsch-Amerikanische-Institut in Tübingen und der Schwabenverein Ann Arbor. Zudem unterhält sie eine Partnerschaft mit der WHU – Otto Beisheim School of Management in Vallendar und der Technischen Universität Berlin. Die Bucerius Law School in Hamburg unterhält eine Partnerschaft mit der University of Michigan Law School.